# 乙烯基酯
乙烯基酯，又稱乙烯基酯，是由環氧樹脂與不飽和一元羧酸的酯化反應產生的樹脂。然後反應產物會在可進行反應的溶劑中溶解以反應，例如苯乙烯，其含量約占總重量的35 - 45％。
它可以用來代替樹酯或是環氧樹酯的基質的合成材料，其優點在於它的體積介於聚酯和環氧樹脂之間的中間。乙烯基酯樹脂的粘度（約200cps）相較於聚酯（約500cps）和環氧樹脂（約900cps）來說是比較低的。
在自製飛機上，Glasair和Glastar的飛機藉由乙烯基酯增強玻璃纖維結構進行了廣泛的使用。根據BS4994，此樹酯也可以應用在海洋產業上，由於其高耐腐蝕性和高防水能力。乙烯基酯脂廣泛用於製造玻璃鋼儲罐和容器。

## 來源
- ResinNavigator.org's Epoxy-based vinyl esters benefits（页面存档备份，存于）